# Portret van dokter Alphonse Leroy
Het portret van dokter Alphonse Leroy (Frans: Portrait du médecin Alphonse Leroy) is een schilderij van Jacques-Louis David dat hij omstreeks 1783 maakte. Sinds 1829 maakt het werk deel uit van de collectie van het Musée Fabre in Montpellier.

## Alphonse Leroy
Alphonse Leroy (1742 - 1816) was een Franse arts, die zich vooral specialiseerde in de gynaecologie en de pediatrie. Hij stond erom bekend zijn (incorrecte) standpunten halsstarrig en breedsprakig te verdedigen. Waarschijnlijk was hij de verloskundige van Davids echtgenote. In 1816 zou hij vermoord worden door een bediende die hij enkele dagen ervoor ontslagen had.

## Voorstelling
David heeft Leroy afgebeeld terwijl hij even opkijkt voor hij aan zijn studie begint. De arts heeft een tulband op zijn hoofd en draagt een ruime kamerjas, die zijn gebrek, Leroy miste een deel van zijn arm, elegant verhult. Hij wordt in zijn studeervertrek omringd door een aantal typerende attributen. Zijn linkerelleboog leunt op het boek Morbi mulierum van Hippocrates, dat vrouwenziekten behandelt. Aan de linkerzijde van het schilderij is een lampe a quinquet te zien, een uitvinding van Leroy. Deze lamp gaf veel feller licht dan een kaars. De combinatie van boek en lamp stonden in de beroemde Iconologia van Cesare Ripa al symbool voor geleerdheid. De achtergrond is, zoals gebruikelijk bij David, neutraal gehouden.
David stelde het portret tentoon op de Parijse salon van 1873 samen met Andromache rouwt om Hector. Met zijn zorgvuldige weergave van de stoffen en de levendigheid van het model, sluit David aan bij de rijke Franse traditie van portretkunst in de achttiende eeuw. Enkele jaren later zou hij het thema weer oppakken in zijn beroemde portret van Lavoisier en zijn vrouw.

## Afbeeldingen

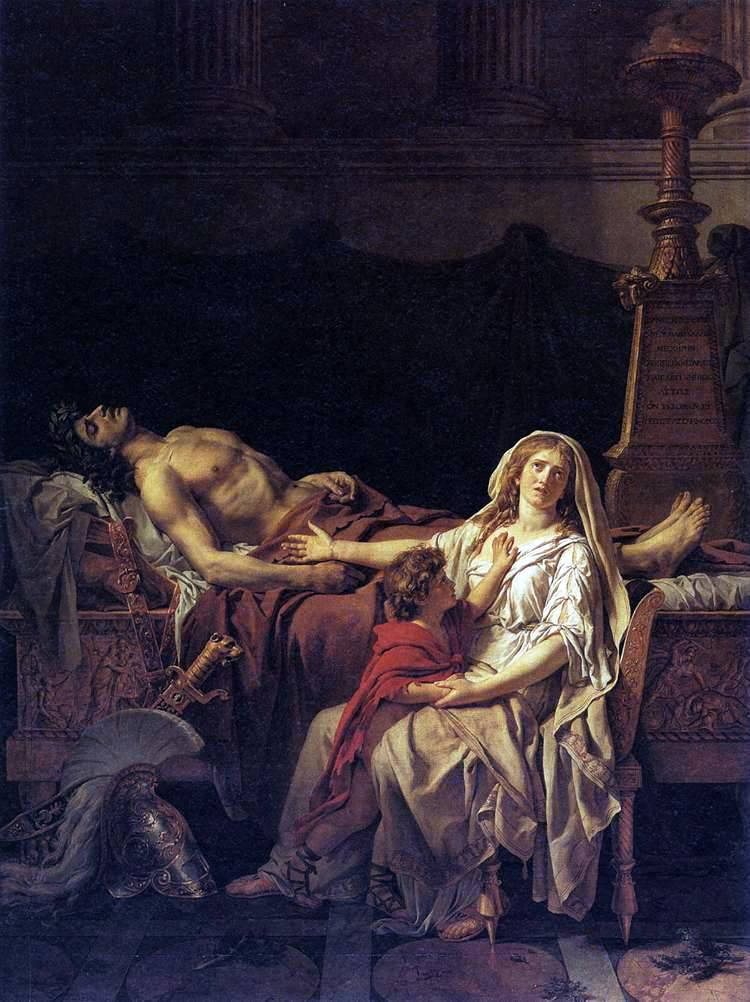
Andromache rouwt om Hector (1783)
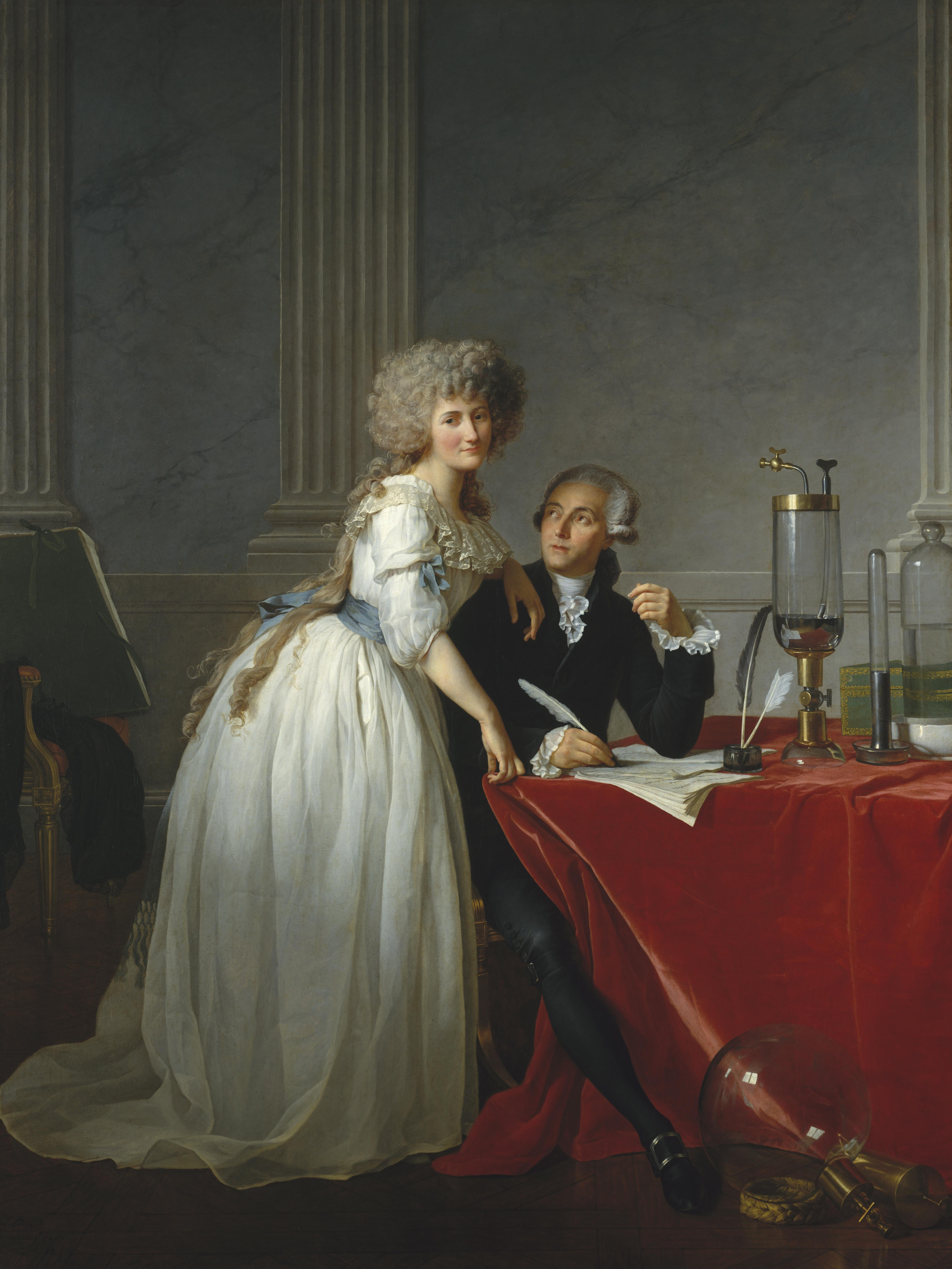
Portret van Lavoisier en zijn vrouw (1788)